# Jan Łysek (dziennikarz)
Jan Paweł Łysek (ur. 7 grudnia 1930 w Proszówkach, zm. 27 grudnia 2024 w Warszawie) – polski dziennikarz, redaktor, działacz młodzieżowy, członek zarządu głównego Związku Młodzieży Wiejskiej od 1964 do 1973.

## Życiorys
Naukę w szkole powszechnej w Proszówkach, założonej w 1900 jako placówka Towarzystwa Szkoły Ludowej, rozpoczął przed II wojną światową, kontynuował w czasie okupacji, a ukończył po wyzwoleniu. Kształcił się następnie w gimnazjum i w Liceum Handlowym w Bochni, gdzie zdał maturę w 1950. Od najmłodszych lat działał w kole Związku Młodzieży Wiejskiej RP „Wici” w Proszówkach, następnie był przewodniczącym szkolnego koła. W 1948 został delegatem z ówczesnego województwa krakowskiego na Nadzwyczajny Walny Zjazd Delegatów ZMW RP „Wici” w Warszawie.
Od 1950 do 1954 studiował na Uniwersytecie Jagiellońskim, początkowo archeologię, a następnie dziennikarstwo w Sekcji Dziennikarskiej przy Wydziale Filozoficzno-Społecznym (studia I stopnia). W latach 1972–1973 na Wydziale Dziennikarstwa Uniwersytetu Warszawskiego ukończył studia II stopnia.
W latach 1954–1962 pracował w redakcji dziennika „Słowo Ludu” w Kielcach jako reporter, publicysta działu społecznego, kierownik działu zagranicznego i redaktor dodatku społeczno-kulturalnego „Słowo Tygodnia”. Od 1955 był członkiem Stowarzyszenia Dziennikarzy Polskich, w latach 1956–1958 przewodniczącym Oddziału SDP w Kielcach.
Od 1958 do 1990 należał do Polskiej Zjednoczonej Partii Robotniczej.
W 1956 był współorganizatorem odradzającego się Związku Młodzieży Wiejskiej na Kielecczyźnie, a w 1958 delegatem na I Krajowy Zjazd ZMW. Od 1962 do 1966 był etatowym przewodniczącym Zarządu Wojewódzkiego ZMW w Kielcach, stojąc na czele wojewódzkiej organizacji, która wyróżniała się w skali kraju liczebnością i wieloma inicjatywami (m.in. akcja żniwna „Każdy kłos na wagę złota”). Od 1964 do 1973 był członkiem Zarządu Głównego ZMW (a w latach 1970–1973 także Prezydium ZG ZMW) oraz etatowym sekretarzem ZG ZMW (1966–1970). W tym czasie uprawiał też publicystykę o tematyce społeczno-kulturalnej w czasopismach związanych ze wsią.
Po zakończeniu pracy w ZMW pełnił funkcję redaktora naczelnego dziennika młodzieżowego „Sztandar Młodych” (1970–1973), a następnie redaktora naczelnego tygodnika politycznego „Nowe Czasy” (1974–1990).
Od 1980 do 1981 wspomagał ponowną reaktywację Związku Młodzieży Wiejskiej wraz z innymi członkami koleżeńskiej gminy weteranów ZMW. Należał do współzałożycieli Towarzystwa Uniwersytetów Ludowych.
Utrzymując stale kontakty ze stronami rodzinnymi, od 1973 do 1980 pełnił funkcję prezesa Oddziału Warszawskiego Stowarzyszenia Bochniaków i Miłośników Ziemi Bocheńskiej. Publikował też w organie stowarzyszenia, „Wiadomościach Bocheńskich”. 

## Odznaczenia
- Złoty Medal „Za Zasługi dla Pożarnictwa” (1968)[5]
- Złote odznaczenie im. Janka Krasickiego (1970)[6]

## Życie prywatne
Syn Józefa i Anieli z Muchów. Z żoną Marią z Motołów (1936–2008) miał syna Wojciecha (ur. 1957) i córkę Joannę (ur. 1962).